# Малий Дивлин (зупинний пункт)
Мали́й Ди́влин — пасажирський залізничний зупинний пункт Коростенської дирекції Південно-Західної залізниці розташований на одноколійній неелектрифікованій лінії Коростень — Олевськ.
Розташований у селі Малий Дивлин Лугинського району Житомирської області між станціями Лугини (19 км) та Білокоровичі (7,5 км).
На зупинному пункті зупиняються приміські поїзди.